# Ciclismo Cup 2021
La Ciclismo Cup 2021 è stata la 15ª edizione (la 5ª con la nuova denominazione) della Ciclismo Cup, circuito ciclistico nazionale italiano, organizzato dalla Lega del Ciclismo Professionistico. La manifestazione, costituita da 22 prove, si aprì il 3 marzo 2021 con il Trofeo Laigueglia e si concluse il 17 ottobre con la Veneto Classic.
Il circuito prevedeva tre classifiche, due individuali (assoluta e giovani Under-25) ed una a squadre, vinte rispettivamente da Sonny Colbrelli, Alessandro Covi e dall'UAE Team Emirates

## Squadre
La competizione è riservata alle squadre World Tour, Professional Continental e Continental italiane o che abbiano la maggioranza di corridori italiani. Le squadre che vi partecipano sono sette:
- Androni Giocattoli-Sidermec
- Vini Zabù
- Bardiani-CSF-Faizanè
- Eolo-Kometa Cycling Team

- UAE Team Emirates
- Trek-Segafredo
- Bahrain Victorious

## Calendario
| Corsa | Data                    | Prova                                   | Cat.  | Vincitore                                | Squadra                                  | Leader della Cl. italiana | Squadra leader della Cl. italiana |
| ----- | ----------------------- | --------------------------------------- | ----- | ---------------------------------------- | ---------------------------------------- | ------------------------- | --------------------------------- |
| 1     | 3 marzo                 | Trofeo Laigueglia (2021)                | 1.Pro | Bauke Mollema                            | Trek-Segafredo                           | Bauke Mollema             | Trek-Segafredo                    |
| 2     | 7 marzo                 | GP Industria e Artigianato (2021)       | 1.Pro | Mauri Vansevenant                        | Deceuninck-Quick Step                    | Bauke Mollema             | Trek-Segafredo                    |
| 3     | 21 marzo                | Per sempre Alfredo (2021)               | 1.1   | Matteo Moschetti                         | Trek-Segafredo                           | Bauke Mollema             | Trek-Segafredo                    |
| 4     | 23-27 marzo             | Settimana di Coppi e Bartali (2021)     | 2.1   | Jonas Vingegaard                         | Jumbo-Visma                              | Bauke Mollema             | Trek-Segafredo                    |
| 5     | 19-23 aprile            | Tour of the Alps (2021)                 | 2.Pro | Simon Yates                              | Team BikeExchange                        | Bauke Mollema             | Trek-Segafredo                    |
| 6     | 15-17 giugno            | Adriatica Ionica Race (2021)            | 2.1   | Lorenzo Fortunato                        | Eolo-Kometa Cycling Team                 | Bauke Mollema             | Trek-Segafredo                    |
| 7     | 18 giugno               | Campionato italiano a cronometro (2021) | CN    | Matteo Sobrero                           | Astana-Premier Tech                      | Bauke Mollema             | Trek-Segafredo                    |
| 7     | 20 giugno               | Campionato italiano in linea (2021)     | CN    | Sonny Colbrelli                          | Bahrain Victorious                       | Bauke Mollema             | Trek-Segafredo                    |
| 8     | 24 giugno               | Giro dell'Appennino (2021)              | 1.1   | Ben Hermans                              | Israel Start-Up Nation                   | Bauke Mollema             | Trek-Segafredo                    |
| 9     | 14-18 luglio            | Settimana Ciclistica Italiana (2021)    | 2.1   | Diego Ulissi                             | UAE Team Emirates                        | Bauke Mollema             | Trek-Segafredo                    |
| 10    | 15 settembre            | Giro di Toscana (2021)                  | 1.1   | Michael Valgren                          | EF Education-Nippo                       | Bauke Mollema             | Trek-Segafredo                    |
| 11    | 16 settembre            | Coppa Sabatini (2021)                   | 1.Pro | Michael Valgren                          | EF Education-Nippo                       | Sonny Colbrelli           | Bahrain Victorious                |
| 12    | 18 settembre            | Memorial Marco Pantani (2021)           | 1.1   | Sonny Colbrelli                          | Bahrain Victorious                       | Sonny Colbrelli           | Bahrain Victorious                |
| 13    | 19 settembre            | Trofeo Matteotti (2021)                 | 1.1   | Matteo Trentin                           | UAE Team Emirates                        | Sonny Colbrelli           | Bahrain Victorious                |
| 14    | 28 settembre-1º ottobre | Giro di Sicilia (2021)                  | 2.1   | Vincenzo Nibali                          | Trek-Segafredo                           | Sonny Colbrelli           | Bahrain Victorious                |
| 15    | 2 ottobre               | Giro dell'Emilia (2021)                 | 1.Pro | Primož Roglič                            | Jumbo-Visma                              | Sonny Colbrelli           | Bahrain Victorious                |
|       | 3 ottobre               | GP Bruno Beghelli                       | 1.1   | corsa annullata per pandemia di COVID-19 | corsa annullata per pandemia di COVID-19 | Sonny Colbrelli           | Bahrain Victorious                |
| 16    | 4 ottobre               | Coppa Bernocchi (2021)                  | 1.Pro | Remco Evenepoel                          | Deceuninck-Quick Step                    | Sonny Colbrelli           | Trek-Segafredo                    |
| 17    | 5 ottobre               | Tre Valli Varesine (2021)               | 1.Pro | Alessandro De Marchi                     | Israel Start-Up Nation                   | Sonny Colbrelli           | UAE Team Emirates                 |
| 18    | 6 ottobre               | Milano-Torino (2021)                    | 1.Pro | Primož Roglič                            | Jumbo-Visma                              | Sonny Colbrelli           | UAE Team Emirates                 |
| 19    | 7 ottobre               | Gran Piemonte (2021)                    | 1.Pro | Matthew Walls                            | Bora-Hansgrohe                           | Sonny Colbrelli           | UAE Team Emirates                 |
| 20    | 11 ottobre              | Coppa Agostoni (2021)                   | 1.1   | Aleksej Lucenko                          | Astana-Premier Tech                      | Sonny Colbrelli           | UAE Team Emirates                 |
|       | 12-16 ottobre           | Giro di Sardegna                        | 2.1   | corsa annullata                          | corsa annullata                          | Sonny Colbrelli           | UAE Team Emirates                 |
| 21    | 13 ottobre              | Giro del Veneto (2021)                  | 1.1   | Xandro Meurisse                          | Alpecin-Fenix                            | Sonny Colbrelli           | UAE Team Emirates                 |
| 22    | 17 ottobre              | Veneto Classic (2021)                   | 1.1   | Samuele Battistella                      | Astana-Premier Tech                      | Sonny Colbrelli           | UAE Team Emirates                 |

## Classifiche
Classifiche aggiornate alla 22ª prova.
| Pos. | Corridore       | Squadra     | Punti |
| ---- | --------------- | ----------- | ----- |
| 1    | Sonny Colbrelli | Bahrain     | 191   |
| 2    | Diego Ulissi    | UAE         | 179   |
| 3    | Matteo Trentin  | UAE         | 167   |
| 4    | Alessandro Covi | UAE         | 166   |
| 5    | Fausto Masnada  | Deceuninck  | 144   |
| 6    | Lorenzo Rota    | Intermarché | 125   |
| 7    | Davide Villella | Movistar    | 118   |
| 8    | Gianni Moscon   | Ineos       | 115   |
| 8    | Vincenzo Nibali | Trek        | 115   |
| 10   | Bauke Mollema   | Trek        | 110   |

| Pos. | Corridore Under-25  | Squadra  | Punti |
| ---- | ------------------- | -------- | ----- |
| 1    | Alessandro Covi     | UAE      | 166   |
| 2    | Lorenzo Fortunato   | Eolo     | 101   |
| 3    | Samuele Zoccarato   | Bardiani | 85    |
| 4    | Vincenzo Albanese   | Eolo     | 84    |
| 5    | Samuele Battistella | Astana   | 78    |

| Pos. | Squadra                     | Punti |
| ---- | --------------------------- | ----- |
| 1    | UAE Team Emirates           | 898   |
| 2    | Androni Giocattoli-Sidermec | 709   |
| 3    | Trek-Segafredo              | 640   |
| 4    | Bahrain Victorious          | 608   |
| 5    | Eolo-Kometa Cycling Team    | 526   |
| 6    | Bardiani-CSF-Faizanè        | 521   |
| 7    | Vini Zabù                   | 140   |